# Insolentipalpus ochreopunctata
Insolentipalpus ochreopunctata är en fjärilsart som beskrevs av Bethune-Baker 1908. Insolentipalpus ochreopunctata ingår i släktet Insolentipalpus och familjen nattflyn. Inga underarter finns listade i Catalogue of Life.